# Ianaoul
Ianaoul (en russe : Янаул ; en bachkir : Янауыл) est une ville de la république de Bachkirie, en Russie, et le centre administratif du raïon Ianaoulski. Sa population s'élevait à 25 361 habitants en 2019.

## Géographie
Ianaoul est arrosée par la rivière Ianaoulka et se trouve à 123 km au sud-est d'Ijevsk, à 230 km au nord d'Oufa et à 1 161 km à l'est de Moscou.

## Histoire
L'origine de Ianaoul remonte à la première moitié du XVIIIe siècle. Elle accéda au statut de commune urbaine en 1938 et à celui de ville en 1991.

## Population
Recensements (*) ou estimations de la population
| 1926* | 1939*  | 1959*  | 1970*  | 1979*  | 1989*  | 2002*  | 2010*  |
| ----- | ------ | ------ | ------ | ------ | ------ | ------ | ------ |
| 3 332 | 11 861 | 15 843 | 20 115 | 21 839 | 25 727 | 27 909 | 26 924 |

| 2013   | 2014   | 2015   | 2016   | 2017   | 2018   | 2019   | 2020 |
| ------ | ------ | ------ | ------ | ------ | ------ | ------ | ---- |
| 26 597 | 26 297 | 26 074 | 25 894 | 25 747 | 25 511 | 25 361 | -    |

## Économie
L'économie de Ianaoul repose sur l'exploitation pétrolière (entreprise Krasnoholmskneft), la transformation des produits agricoles (beurre, fromage, viande, etc.).

## Climat
| Mois                     | jan.  | fév.  | mars | avril | mai  | juin | jui. | août | sep. | oct. | nov. | déc.  | année |
| ------------------------ | ----- | ----- | ---- | ----- | ---- | ---- | ---- | ---- | ---- | ---- | ---- | ----- | ----- |
| Température moyenne (°C) | −12,6 | −12,4 | −6,4 | 3,3   | 11,7 | 17   | 19,1 | 15,8 | 10,3 | 3,4  | −6,4 | −11,5 | 2,7   |
| Humidité relative (%)    | 79,6  | 78    | 77,2 | 68,8  | 54,1 | 54,4 | 57,7 | 60,5 | 66,8 | 78,1 | 80,5 | 79,7  | 69,6  |